# Storebrorssamhälle

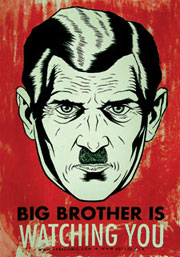

Storebrorssamhälle är en populärbenämning på ett samhälle där medborgarna ständigt är bevakade av myndigheterna, till exempel genom videokameror eller ljudupptagning. 
Termen myntades efter George Orwells framtidsdystopi 1984. Boken beskriver ett samhälle där medborgarna kontrolleras genom sådan övervakning - bland annat. Diktatorn i Orwells fiktiva stat Oceanien benämns just Storebror. Storebror medverkar aldrig personligen i någon scen i boken, men ger sig tillkänna som en röst på radio eller ett ansikte på affischer och TV-skärmar. Han hyllas som en halvgud av sina underlydande, och ses som både ofelbar och odödlig. I ett storebrorssamhälle hotas den personliga integriteten då medborgarnas anonymitet och privatliv försvinner. Systemet kan lätt missbrukas om makthavarna har ont uppsåt eller om obehöriga kommer åt systemet.
De fördelar med ökad övervakning i demokratiska samhällen som oftast tas upp är polisiära.  Brottslingar blir lättare att spåra och utredningar om olika typer av incidenter underlättas. För makthavare och myndigheter i totalitära samhällen (diktaturer) innebär ökad kontroll att oliktänkande kan identifieras, spåras och undanröjas. Alltså tycker kritiker till övervakning i mer demokratiska samhällen att det är ett steg mot det totalitära hållet. Begreppet används ofta i politiska diskussioner om personlig integritet, bland annat av Piratpartiet i deras valrörelse inför EU-valet 2009.

## Jämför
- Hemlig rumsavlyssning
- Bodströmsamhället